# Quedius persimilis
Quedius persimilis är en skalbaggsart som beskrevs av Étienne Mulsant och Claudius Rey 1876. Quedius persimilis ingår i släktet Quedius, och familjen kortvingar. Arten är reproducerande i Sverige.